# Toendraknobbeldaas
De toendraknobbeldaas (Hybomitra kaurii) is een vliegensoort uit de familie van de dazen (Tabanidae). De wetenschappelijke naam van de soort is voor het eerst geldig gepubliceerd in 1970 door Chvala & Lyneborg.